# 斎藤美奈子
斎藤 美奈子（さいとう みなこ、1956年12月22日 - ）は、日本の文芸評論家。新潟県新潟市出身。父は新潟大学名誉教授の物理学者で、宮沢賢治の研究者としても知られる斎藤文一。妹は、韓国語の翻訳家・斎藤真理子。
日本の近現代文学には妊娠が重要となるジャンルがあるとした評論『妊娠小説』(1994年)で世に出る。風俗研究的著作もある。著作に『文章読本さん江』(2002年)、『文庫解説ワンダーランド』(2017年)など。

## 経歴
新潟県立新潟高等学校、成城大学経済学部卒業。大学では日本経済史の浅井良夫ゼミに所属。児童書の編集者を経て、1994年書き下ろし『妊娠小説』で文芸評論家としてデビュー。森鴎外『舞姫』から村上春樹『風の歌を聴け』まで、「望まれない妊娠」のシーンがある作品を取り上げて論じ、近現代日本文学に潜む女性観をあぶり出した。2002年『文章読本さん江』で小林秀雄賞受賞。『紅一点論』のようなサブカルチャー研究や、『実録・男性誌探訪』『戦下のレシピ』など風俗研究色の強い著作もある。
朝日新聞書評委員、文藝賞選考委員などを務め、2008年4月-2012年3月朝日新聞の文芸時評を担当。かつて、月刊「噂の真相」（1979年創刊・2004年休刊）に連載をもっていた。

## 主張
- 現実社会の変化とともに、アニメの国の生き方や論理が時代にあわなくなりはじめた。しかし、新時代のヒーロー像、ヒロイン像はまだ創造できていないため、アニメはヒロインを戦わせることで生き延びている。また、アニメの国の理想のヒロイン像は、男の子の愛玩物として男の視聴者を元気づけはしたが、「女性の権利解放」や「社会制度の矛盾」に心を砕いて、女の子の視聴者を勇気づけるような存在ではなかった。今やアニメの国は転機を迎えており、変革が必要である[4]。
- 選択的夫婦別姓制度導入に賛同する。「内閣府が2012年12月に行った『家族の法制に関する世論調査』で、選択的夫婦別姓の法制化は必要ない(36.4%)が必要だ(35.5%)をわずかに上回ったが、この質問には本当はもう一つ選択肢があり『通称使用を認める法改正は可』が24.0%。別姓OKと通称OKを足せば約六割が現行法の改正に賛成。さらに興味深いのは『姓が違うと家族の一体感に影響があると思うか』という質問で、『影響ない』は前回より増えて59.8%。『弱まる』は減って36.1%。別姓反対論者が主張する『一体感の喪失』はすでに論拠を失いつつある。」と述べている[5]。

## 著書

### 単著
- 『妊娠小説』（筑摩書房、1994年 / ちくま文庫、1997年）
- 『紅一点論 アニメ・特撮・伝記のヒロイン像』（ビレッジセンター出版局、1998年 / ちくま文庫、2001年）
- 『読者は踊る タレント本から聖書まで。話題の本253冊の読み方』（マガジンハウス、1998年 / 文春文庫、2003年）
- 『あほらし屋の鐘が鳴る』（朝日新聞社、1999年 / 文春文庫、2006年）
- 『モダンガール論 女の子には出世の道が二つある』（マガジンハウス、2000年 / 文春文庫、2003年 / 筑摩eBooks、2023年）
- 『文章読本さん江』（筑摩書房、2002年 / ちくま文庫、2007年）
- 『文壇アイドル論』（岩波書店、2002年 / 文春文庫、2006年）
- 『戦下のレシピ 太平洋戦争下の食を知る』（岩波アクティブ新書、2002年 / 岩波現代文庫、2015年）
- 『趣味は読書。』（平凡社、2003年 / ちくま文庫、2007年）
- 『実録・男性誌探訪』（朝日新聞社、2003年 / 改題『麗しき男性誌』文春文庫、2007年）
- 『文学的商品学』（紀伊國屋書店、2004年 / 文春文庫、2008年）
- 『物は言いよう』（平凡社、2004年）
- 『誤読日記』（朝日新聞社、2005年 / 文春文庫、2009年）
- 『冠婚葬祭のひみつ』（岩波新書、2006年）
- 『たまには、時事ネタ』（中央公論新社、2007年）
- 『それってどうなの主義』（白水社、2007年 / 文春文庫、2010年）
- 『本の本 1994-2007』（筑摩書房、2008年 / ちくま文庫、2012年）
- 『文芸誤報』（朝日新聞出版、2008年）
- 『ふたたび、時事ネタ』（中央公論新社、2010年）
- 『月夜にランタン』（筑摩書房、2010年）
- 『名作うしろ読み』（中央公論新社、2013年 / 中公文庫、2016年）
- 『ニッポン沈没』（筑摩書房、2015年）
- 『名作うしろ読み プレミアム』（中央公論新社、2016年 / 改題『吾輩はライ麦畑の青い鳥 名作うしろ読み』中公文庫、2019年）
- 『学校が教えないほんとうの政治の話』（ちくまプリマー新書、2016年）
- 『文庫解説ワンダーランド』（岩波新書、2017年）
- 『日本の同時代小説』（岩波新書、2018年）
- 『中古典のすすめ』（紀伊國屋書店、2020年）
- 『忖度しません』（筑摩書房、2020年）
- 『挑発する少女小説』（河出新書、2021年）
- 『出世と恋愛 近代文学で読む男と女』（講談社現代新書、2023年）
- 『あなたの代わりに読みました 政治から文学まで、意識高めの150冊』（朝日新聞出版、2024年）

### 共編著
- 『21世紀文学の創造（7）男女という制度』（岩波書店、2001年）
- 『21世紀文学の創造（4）脱文学と超文学』（岩波書店、2002年）
- 『L文学完全読本』（マガジンハウス、2002年）
- 『一九七〇年転換期における『展望』を読む 思想が現実だった頃』（大澤真幸・橋本努・原武史と共編、筑摩書房、2010年）
- 『1980年代』（成田龍一と共編著、河出書房新社、2016年）
- 『この30年の小説、ぜんぶ 読んでしゃべって社会が見えた』（高橋源一郎と共著、河出新書、2021年)

### 書評
- 『センセイの鞄』（川上弘美著、新潮文庫、2007年）

## 出演
- 大竹まこと ゴールデンラジオ!（文化放送、2023年7月24日）
- エアレボリューション（ニコニコ生放送、2023年7月27日）